# Padunia alpina
Padunia alpina là một loài Trichoptera trong họ Glossosomatidae. Chúng phân bố ở miền Cổ bắc.